# Reação de Schikorr

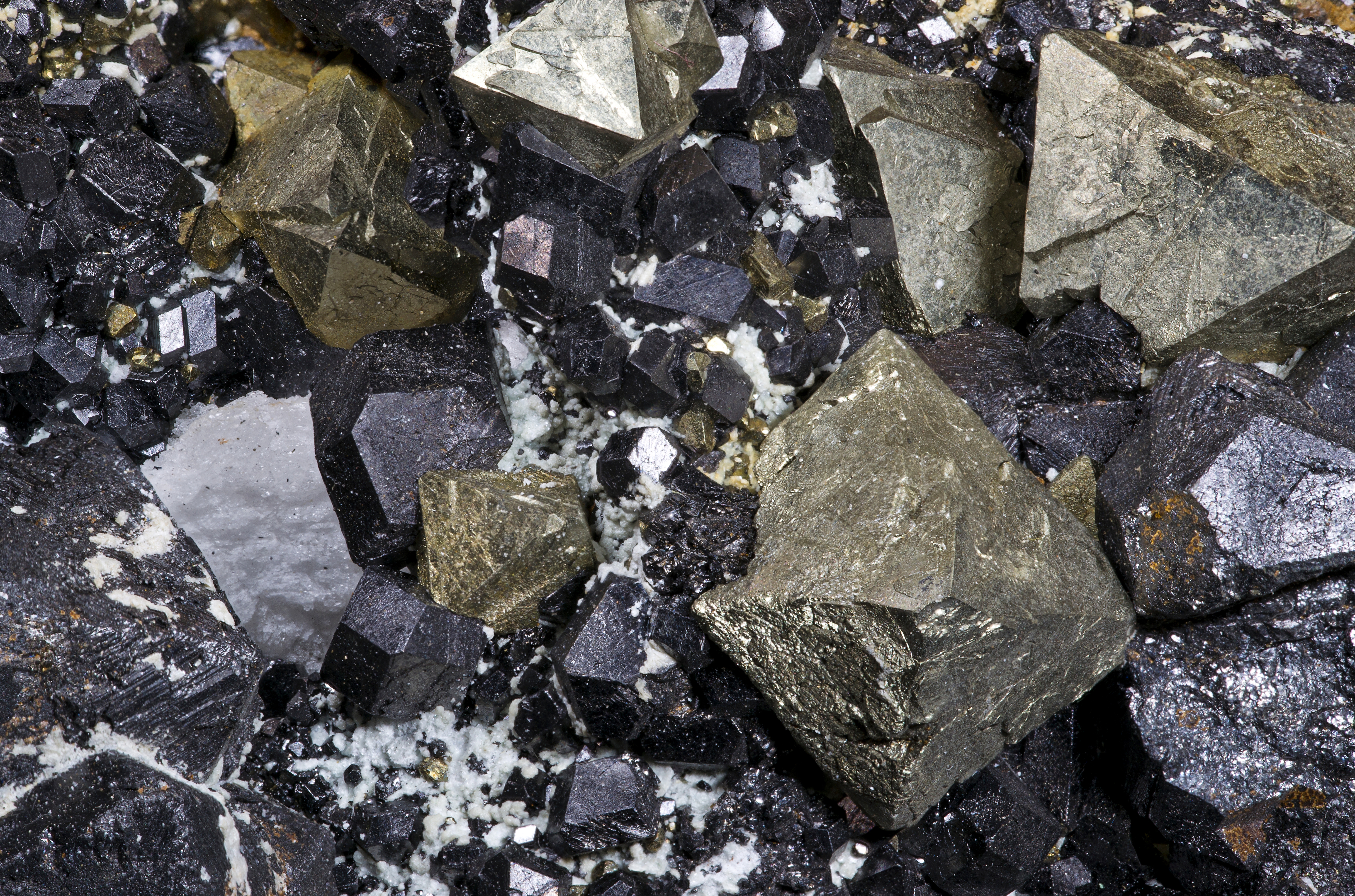
Micrografia de cristais de óxido de ferro(II,III) (Fe_{3}O_{4}), o produto final da reacção de Schikorr em conjunto de hidrogénio gasoso.

Reacção de Schikorr é um processo químico que conduz à conversão de hidróxido de ferro(II) (Fe(OH)2) em óxido de ferro(II,III) (Fe3O4). Esta reacção foi descrita pelo metalurgista alemão Gerhard Schikorr e tem especial importância no contexto da serpentinização de minerais de rochas ultramáficas e na produção geoquímica de hidrogénio molecular por reacção da águas com minerais ricos em ferro.

## Descrição
A reação de Schikorr descreve formalmente a conversão de hidróxido de ferro(II) em óxido de ferro(II,III) (magnetite) e segue o seguinte percurso:

| hidróxido ferroso 3 Fe(OH) 2 → magnetite Fe 3 O 4 + hidrogénio H 2 + água 2 H 2 O | \| \| \| \| \| \| \| \| | (Reacção 1) |
|                                                                                   |                         |             |
|                                                                                   |                         |             |
Sob condições anaeróbicas, o hidróxido ferroso é oxidado pela água para formar magnetite e hidrogénio molecular. Esse processo é dado pela reação de Schikorr, que foi descrita pela primeira vez por Gerhard Schikorr (nascido em 16 de novembro de 1901), um especialista alemão em corrosão do ferro, nos seus primeiros trabalhos (1928–1933) sobre óxidos e hidróxidos ferrosos.
A magnetite cristalizada é termodinamicamente mais estável que o hidróxido de ferro.
A reação de Schikorr é importante para o entendimento de alguns processos de corrosão, como a fragilização por hidrogénio.